# Карататра

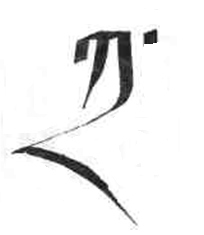
Карататра (умэ)

 Карататра (умэ , Вайли kra) — дакчха тибетской слоговой инициали. Без огласовки читается «тра», с огласовками — «три», «тру» и т. д. В санскритских заимствованиях используется для передачи лигатуры «кри», в китайских для передачи китайской инициали «чжа».
Карататра — одна из 20 инициалей, образованных буквой «ка» и одна из 36 образованных ратагом.
В тибетском словаре карататра находится между каятакья и калатала.
В бирманском языке эту инициаль можно сравнить с инициалью каджияйи  (MLCTS kra), имеющей произношение «ча».

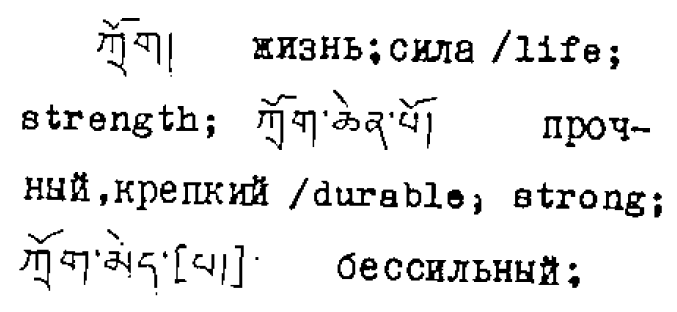
Словарная статья

## Слова
- Трок — жизнь, сила.
- Трокченпо — крепкий.
- Тибетско-русский словарь Рерих Ю. Н. (Карататра — 1 том, стр. 81 — 83)